# جورج م. كوهان
جورج مايكل كوهان (3 يوليو 1878  – 5 نوفمبر 1942) كان فنانًا وكاتبًا مسرحيًا وملحنًا وشاعرًا وممثلًا ومغنيًا وراقصًا ومنتجًا مسرحيًا أمريكيًا.
بدأ كوهان حياته المهنية عندما كان طفلاً ، حيث كان يؤدي مع والديه وأخته في مسرحية فودفيل تُعرف باسم "The Four Cohans". بدءًا من Little Johnny Jones في عام 1904 ، كتب وألّف وأنتج وظهر في أكثر من ثلاثين مسرحية موسيقية في برودواي. كتب كوهان أكثر من 50 عرضًا ونشر أكثر من 300 أغنية خلال حياته ، بما في ذلك معايير " Over There " و " Give My Regards to Broadway " و " The Yankee Doodle Boy " و " You a Grand Old Flag ". كمؤلف ، كان أحد الأعضاء الأوائل في الجمعية الأمريكية للملحنين والمؤلفين والناشرين ( ASCAP ). أظهر طول عمر مسرحي رائع ، حيث ظهر في الأفلام حتى الثلاثينيات واستمر كفنان رئيسي حتى عام 1940. 
عُرف في العقد الذي سبق الحرب العالمية الأولى بأنه "الرجل الذي امتلك برودواي" ، ويعتبر والد الكوميديا الموسيقية الأمريكية.  صورت حياته وموسيقاه في الفيلم الحائز على جائزة الأوسكار Yankee Doodle Dandy (1942) والموسيقية عام 1968 George M! . يوجد تمثال لكوهان في تايمز سكوير ، مدينة نيويورك ، يخلد ذكرى مساهماته في المسرح الموسيقي الأمريكي. 